# Vandal Hearts
Vandal Hearts, conocido en Japón como Vandal Hearts: La civilización ancestral perdida (ヴァンダルハーツ　～失われた古代文明～ Vandaru Hātsu ~Ushinawareta Kodai Bunmei~?) es un videojuego de rol táctico por turnos desarrollado por Konami Computer Entertainment Tokyo para PlayStation y luego portado al Sega Saturn por Konami Computer Entertainment Nagoya. La versión de PlayStation se distribuyó en Japón, América del Norte y Europa. La versión de Saturn solo se lanzó en Japón. También hubo una versión de Microsoft Windows desarrollada y lanzada en Japón, Corea del Sur y China.
El juego generó una secuela, Vandal Hearts II, que en esta ocasión fue exclusiva para PlayStation. Una precuela, Vandal Hearts: Flames of Judgment fue creada para PlayStation Network y Xbox Live Arcade. En 2004, Konami anunció un juego Vandal Hearts para Nintendo DS, pero luego fue cancelado.

## Historia
Hace miles de años, el santo conocido en la historia como Toroah el Mesías viajó por todo el continente de Sostegaria, difundiendo sus enseñanzas por toda la tierra. Después de su muerte, sus descendientes y herederos asumieron un poder político absoluto sobre la región, formando la base de la Santa Dinastía de Ashah y gobernando a través de una combinación de doctrina religiosa y poder militar durante milenios. Los reyes y reinas de la Santa dinastía de Ashah, sin embargo, no siempre gobernaron sabia o justamente y con el paso del tiempo, la ciudadanía comenzó a resentir el poder de sus líderes.
Hace quince años, este creciente descontento encontró su máxima expresión en la persona de Arris el Sabio, que unió a las facciones resentidas y desesperadas anti-reales en todo Sostegaria y las convirtió en un poderoso ejército guerrillero. Bajo el astuto liderazgo de Arris, este Ejército de Liberación logró burlar y superar al Ejército Real, y finalmente asaltaron el palacio de la Dinastía Ashah y lo redujeron a cenizas.
Con la monarquía disuelta, los rebeldes establecen un consejo de gobierno fundado en los principios de democracia y soberanía popular. De las cenizas del Sacro Imperio Ashah emerge la República de Ishtaria. Los líderes de la revolución asumieron naturalmente posiciones de liderazgo dentro de la nueva república: todo, es decir, excepto el propio Arris, que desapareció repentinamente y no se ha vuelto a ver ni oído hablar de él desde entonces.
Hoy, la incipiente república se encuentra en una situación cada vez más grave: el autocrático Ministro de Defensa, Hel Spites, y su escuadrón contraterrorista de élite, la Guardia Carmesí, están utilizando una fuerza cada vez mayor para acabar con los últimos vestigios de resistencia al gobierno de Ishtar, mientras permiten que los forajidos deambulen por el campo y los piratas naveguen por los mares. Mientras tanto, Ash Lambert y sus colegas del tercer batallón de las Fuerzas de Seguridad de Ishtar comienzan a sospechar de una conspiración en los niveles más altos del gobierno. Sin embargo, los intentos de Ash de llamar la atención sobre la situación, solo atraen la ira de los conspiradores, dejando solo a Ash y sus aliados para frustrar sus planes y restablecer el orden en la nación.
En el Capítulo 1, nos encontramos con Ash, Diego y Clint, que se hacen pasar por comerciantes. Un grupo de ladrones viene a robarles, solo para descubrir que Ash es miembro de las Fuerzas de Seguridad. Ash, Diego y Clint despachan a Zoot Gach y sus ladrones. A pesar de que Diego quería terminar con la vida de Zoot en ese momento, los tres compañeros regresan a la capital, Shumeria. Ash informa sobre lo que encontraron en el valle a su jefe, Clive Beckett. Clive quiere saber más cuando la reunión es interrumpida por un ciudadano que informa un disturbio en el distrito de Dover. Esta es una barriada donde aún viven los antiguos nobles que vivieron la rica vida bajo la dinastía Ashah. Diego, Ash y Clint asaltan una iglesia y se encuentran con Kane, el líder de la Guardia Carmesí de élite de Hel Spite. Ash y Kane intercambian algunas palabras, y los tres derrotan a los monstruos que aparecen y se dirigen a la iglesia. Allí, se encuentran con el Conde Claymore, quien instigó los disturbios en primer lugar. Kane aparece de nuevo y arresta a Claymore, matando simultáneamente a los nobles restantes a sangre fría. Clive aparece cuando Ash está listo para el duelo con Kane, y enfría a los dos. Al día siguiente, un hombre misterioso llamado Dolf aparece en la oficina de Clive con una misión. Tres meses antes, el general Magnus Dunbar partió hacia la isla Gilbaris en una misión secreta. Él y sus compañeros desaparecieron y se presume que están muertos. Ash debe averiguar qué le sucedió al general e informar a Dolf. Ash se va con Clint y Diego, la mayoría piensa que están de permiso por lo que sucedió en el distrito de Dover. Mientras atraviesan las ruinas del castillo de la dinastía Ashah, se topan con algunos golems de arcilla creados por Eleni Dunbar, la hija del general Magnus. Ella y su criado Huxley Hobbes se unen con Ash. También se topan con unos bandidos que protegen un puente, donde otro Arquero llamado Kira también se une a la banda. Cuando llegan al puerto para llevarlos a la isla de Gilbaris, Grog Drinkwater se niega a causa de Hassan el pirata, que mató a los marineros y al hermano de Grog. Ash y sus compañeros van al desierto para matar a una criatura de arena que está deteniendo el comercio terrestre con una nación vecina. Una vez que matan a la bestia, Ash se enfrenta a Grog, diciendo que "beber no traerá de vuelta a los muertos". Grog se une al grupo y se enfrentan a Hassan. Después de azotar a los piratas, descubren que Hassan es en realidad el hermano de Grog, y que la vida de la piratería "mató" al hombre que era el hermano de Grog. el grupo luego viaja a la isla Gilbaris después de enterrar a Hassan en el mar.

## Gameplay
El gameplay se lleva a cabo a través de un punto de vista isométrico.[1] Las batallas se llevan a cabo en una serie de mapas de cuadrícula, que incluyen celdas no accesibles como agua, árboles y edificios. Aunque el entorno es tridimensional con una perspectiva que el jugador puede rotar, los personajes son sprites bidimensionales.[2] La asignación de movimiento de un personaje para un turno se puede usar de una vez o dividir, entre dos o más movimientos. Los turnos son de lado a lado; el jugador mueve a todos sus personajes antes de que la IA pueda tomar su turno.[3]
La mayoría de las etapas se completan matando a todos los personajes enemigos. Otras etapas tienen diferentes condiciones de victoria, como matar a un personaje enemigo en particular, mover personajes a una ubicación específica en el mapa o matar a ciertos enemigos mientras se salvan otros. En cada batalla, la muerte del líder del partido resulta en una pérdida inmediata. La pérdida de otros personajes en el grupo provoca la pérdida de oro. El personaje se ha ido de la etapa actual y puede regresar en la siguiente etapa. En escenarios que incluyen el rescate de otros personajes, la muerte de estos personajes también resulta en una pérdida.

### Clases
Una variedad de personajes se unen al grupo de batalla a lo largo del juego. Cada personaje encaja en una de las siete clases de personajes: Espadachín, Armadura, Arquero, caballero, monje, mago y clérigo. Las fortalezas de cada clase se determinan a través de una jerarquía similar al juego de mano Piedra, papel, tijeras (y Fire Emblem: Genealogy of the Holy War, otro juego de rol táctico lanzado en 1996): luchadores cuerpo a cuerpo (como Espadachines y Armaduras) son más efectivos cuando se lucha contra Arqueros. Los Arqueros son más efectivos cuando luchan contra personajes en el aire como Caballeros. Los Caballeros son más efectivos cuando luchas contra Espadachines. Las otras tres clases son usuarios de magia: el Monje combina magia curativa con fuerza física promedio, donde el Mago se especializa en magia de ataque, y el Clérigo se especializa en magia curativa. Además, los magos también son más efectivos contra Armadura. La mayoría de las clases que usan magia tienen capacidades defensivas débiles en comparación con otras clases en el juego y la mayoría de los hechizos mágicos atacantes son más fuertes contra oponentes fuertemente blindados.

## Recepción
Vandal Hearts recibió críticas mixtas y positivas. Los críticos generalmente elogiaron la incorporación del terreno tridimensional y el posicionamiento en la estrategia de combate,[4] los efectos de sonido y el espectáculo visual de los hechizos. Sin embargo, la mayoría de los críticos criticaron la progresión lineal del juego y la historia.
Las reseñas tanto en GameSpot como en Next Generation compararon a Vandal Hearts con una reducción básica de los juegos de Shining Force, eliminando los elementos de exploración, deambulación por la ciudad y repetición que habían ayudado a hacer esos juegos clásicos. No obstante, Next Generation tuvo una evaluación general firmemente positiva, argumentando que "la falta de exploración se compensa con las secuencias de combate extremadamente interesantes". GameSpot, en cambio, lo consideró un "defecto fatal", y consideró que Vandal Hearts es un ejemplo típico de un juego de quinta generación con un diseño sólido y gráficos impresionantes pero un juego menos avanzado que los juegos de generaciones anteriores, aunque elogió la estrategia involucrada en las batallas. Robert Bannert en MAN! AC fue positivo sobre el juego, pero dijo que le faltaba profundidad, y una vez jugado tiene poco valor de repetición. La falta de personajes ocultos, o una historia interactiva, eran debilidades del juego, pero elogió la variedad del terreno 3D.
Art Angel de GamePro descubrió que varios elementos de la jugabilidad son inusuales y refrescantes, como la capacidad de elegir la clase de cada personaje, y estaba especialmente satisfecho con las escenas de video de movimiento completo. Concluyó: "El juego original de Vandal Hearts y los gráficos y sonidos fuertes deberían satisfacer incluso a los RPG más particulares". Dan Hsu, de Electronic Gaming Monthly, criticó que el juego a veces estropea sus propios giros de trama mediante el uso de un punto de vista omnisciente, por ejemplo, al mostrar que los personajes jugadores están siendo traicionados antes de que lo aprendan ellos mismos. Sin embargo, elogió a la IA enemiga y dijo que la variedad creada por las diferentes clases de personajes "me convenció". Él y sus tres co-revisores le otorgaron el premio "Juego del mes" de EGM.